# Schultesianthus venosus
Schultesianthus venosus är en potatisväxtart som först beskrevs av Paul Carpenter Standley och C.V. Morton, och fick sitt nu gällande namn av Sandra Diane Knapp. Schultesianthus venosus ingår i släktet Schultesianthus och familjen potatisväxter. Inga underarter finns listade i Catalogue of Life.